# John Cust
Sir John Cust, 3e baronnet, né le 29 août 1718 et mort le 24 janvier 1770, est un homme politique britannique.

## Biographie
Fils de baronnet dans le Lincolnshire, il est éduqué à Eton College puis étudie au collège Corpus Christi de l'université de Cambridge de 1735 à 1739, et parallèlement au Middle Temple. Il est appelé au barreau en 1742. L'année suivante il entame sa carrière parlementaire en étant élu député de Grantham à la Chambre des communes, sous l'étiquette du Parti whig et avec l'appui de son oncle John Brownlow (1er vicomte Tyrconnel). Il est déclaré élu sans opposition, en l'absence d'autres candidats, et continuera à être réélu député de Grantham de la même manière jusqu'à sa mort. En 1747 il est fait clerc dans l'administration royale qui entoure le prince de Galles, Frédéric, jusqu'à la mort de celui-ci en 1751. 
Il siège sur les bancs de la majorité parlementaire du Premier ministre whig Henry Pelham jusqu'en 1755, lorsqu'il suit William Pitt et rejoint l'opposition, « avec la plupart des serviteurs du prince défunt ». Amiable et sérieux, il se fait peu d'ennemis, mais n'est pas influent à la Chambre. Sa nomination à la présidence de la Chambre ne génère pas d'objection, et il y est élu à la fin de l'année 1761. De par cette fonction, il est fait membre du Conseil privé en janvier 1762. Il n'est pas un bon président : Manquant de fermeté, et ayant une santé fragile, il peine à présider des séances parfois « turbulentes et très longues ». Il tolère que fusent des insultes, et n'intervient que rarement pour tenter d'imposer l'ordre. En 1766 puis à nouveau en 1767 il demande en vain à des proches du roi d'intercéder pour qu'il soit soulagé de cette fonction en étant anobli et transféré à la Chambre des lords. En janvier 1770, il souffre d'un accident vasculaire cérébral qui le laisse en partie paralysé. Il peut enfin démissionner de la présidence de la Chambre le 19 janvier, et meurt cinq jours plus tard. Son frère Francis est élu député de Grantham à sa succession,. 